# Jardín Botánico Lankester
El Jardín Botánico Lankester es un jardín botánico de unas 10,7 hectáreas de extensión, con una colección de orquídeas de las más importantes del mundo. 
Este jardín botánico que forma parte de la Universidad de Costa Rica desde el año 1973, se ubica en el distrito de Dulce Nombre en el cantón de Cartago de la provincia de Cartago, a unos 45 minutos en automóvil de la capital, San José de Costa Rica.

## Historia
La historia del Jardín Botánico Lankester se remonta a la década de 1940 en la que el naturalista y orquideólogo británico, Charles H. Lankester, se mostró interesado en el estudio y el cultivo de las plantas epífitas de Costa Rica. 
Como botánico aficionado, colaboró con los orquideólogos más notorios de su tiempo y dedicó su vida a la creación de un jardín privado en su finca. Después de su muerte, la importancia de preservar su jardín llegó a ser evidente. Con los esfuerzos comunes de la American Orchid Society (Sociedad estadounidense de orquídeas) y de la asociación Stanley Smith Horticultural Trust, el jardín fue donado a la Universidad de Costa Rica el 2 de marzo de 1973, con la promesa de transformarlo en un jardín botánico. 
El Jardín Botánico de Lankester se ha convertido en una de las instituciones botánicas más activas y más importantes del Neotrópico, promoviendo la conservación de las orquídeas de Costa Rica.

## Colecciones

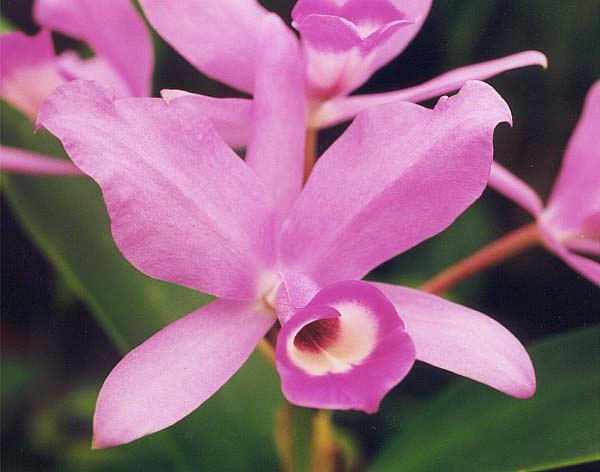
Guarianthe skinneri, la flor nacional de Costa Rica, se encuentra en el Jardín botánico Lankester.

El Jardín Botánico Lankester tiene casi 15 000 especímenes de orquídeas catalogados, de unas 1000 especies, la mayoría de las cuales son nativas de Centroamérica.
Aunque no todas tienen la floración en la misma época, es entre febrero y abril cuando coinciden el mayor número de especies en floración.
Además, hay otras colecciones de plantas tropicales:
- Colección de Palmas, de orígenes diversos y una colección de las palmas de la maleza que son sobre todo los naturales que crecen en la parte más sombría del bosque secundario. Los visitantes pueden observar la especie de la palma del melocotón (Bactris gasipaes Kunth- conocida en Costa Rica como pejibaye) muy apreciada por su fruta y plantas ornamentales del género Chamaedorea.
- Bambúes, con una de las colecciones más importantes del país así como un bosquete Phyllostachys aurea.
- Heliconias, una colección de más de 100 especies nativas y exóticas de heliconia que crecen junto con especies similares tal como ave del paraíso, Marantaceae, Musaceae, Zingiberaceae, y Costus.
- Cactus y suculentas, plantas de cactus, agave, Crassulaceae, Euphorbiaceae y Liliaceae.
- Bromeliaceae
- Un bosque de reforestación con muy diversas especies de unas 6 hectáreas de extensión que se ha dejado crecer sin ninguna traba desde 1973, en unos terrenos de unos antiguos pastos.

## Actividades
El Jardín Botánico Lankester cuenta con amplios senderos de acceso universal, servicio de visitas guiadas para estudiantes y grupos de turistas, una tienda de recuerdos, áreas de pícnic, alquiler de espacios para reuniones académicas y sociales y venta de plantas. 

## Jardín japonés

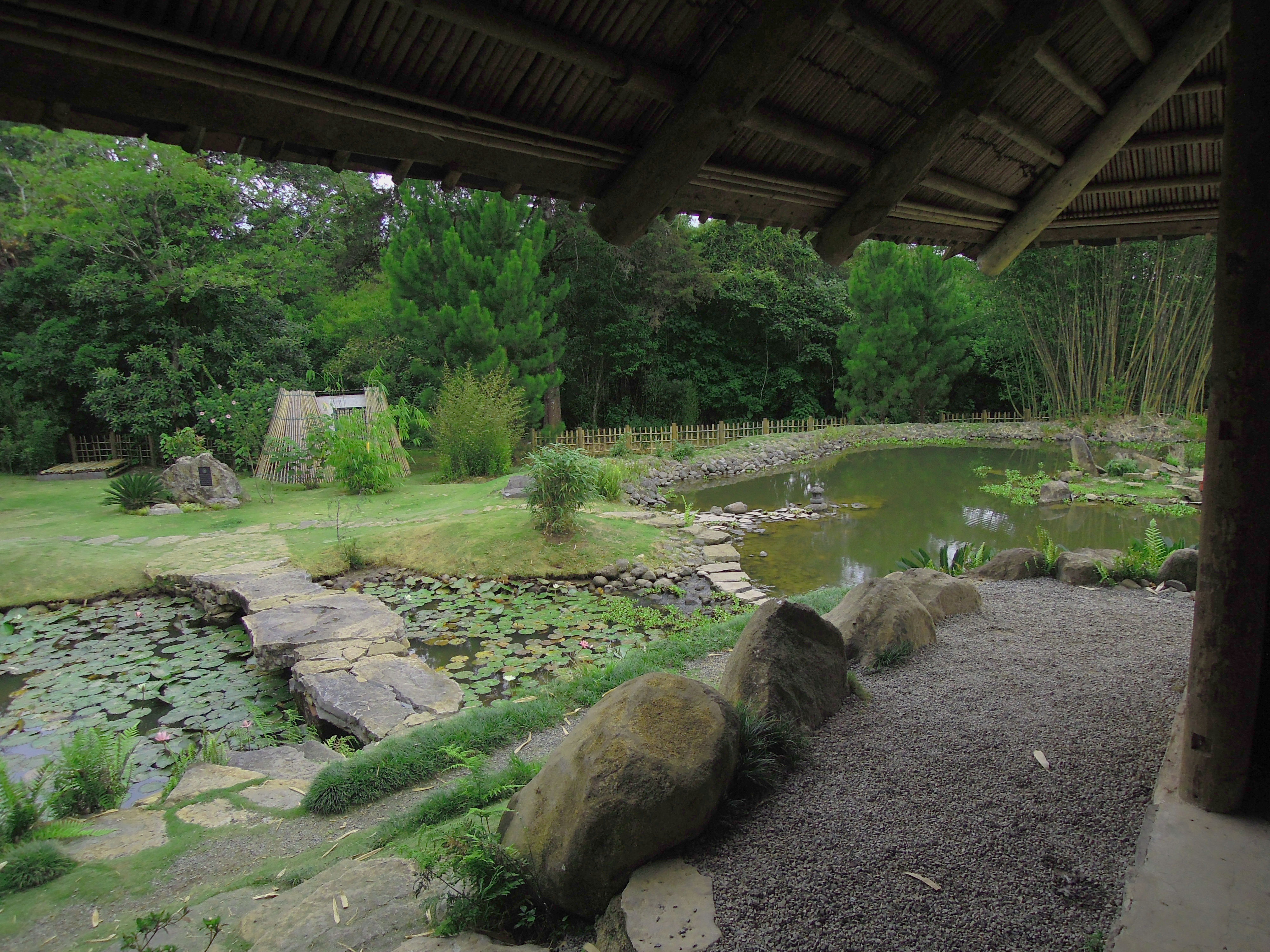
Lago del jardín japonés.

Cuenta con el único jardín japonés del país, el cual fue donado por el gobierno de Japón e inaugurado el 28 de mayo de 2009. 
Contiene elementos como el lago, casa de té, jardín de piedra, linternas de piedra, puente en arco, y bosque de bambú. 

## Centro de documentación
En 2001 se inicia el desarrollo de un proyecto para reunir toda la información del jardín botánico en una sola base de datos utilizando software libre. Desde un principio la construcción de la base de datos fue planificada para varios idiomas, actualmente la base esta disponible en inglés, alemán y español. 
Se presentan varios libros y revistas de consulta que no están traducidos a los tres idiomas, sino solamente en su versión original.